# Piehinki

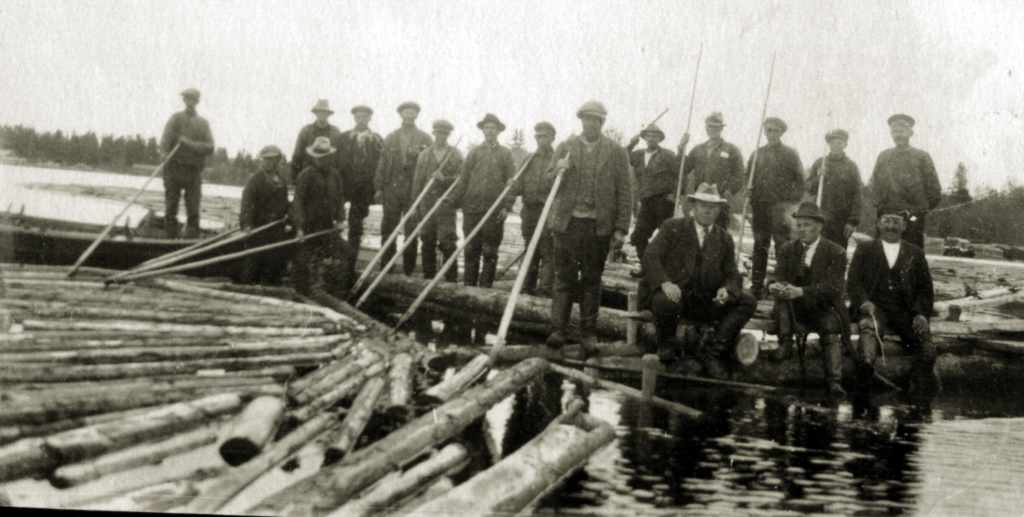
Flottare i Piehinki, 1930-talet.

Piehinkis läge i Brahestads stad, samt de tidigare kommunerna.

Piehinki är en tätort och by i i Brahestads stad, i Norra Österbotten. Byn, som ligger nära älven Piehinginjokis utlopp i Bottniska viken, har rötter i det medeltida Salo. De äldsta uppgifterna om antalet hus i byn är från 1548, då det fanns sju hus i byn.
Före Saloinen inkorporerades i Brahestads stad 1973, låg tätorten i Saloinens kommun.
År 1923 inrättades en allmän skola i Piehinki. En ny skolbyggnad stod klar 1956, då det också fanns ett bibliotek i anslutning till den. Vid denna tidpunkt hade byn tre butiker, men idag finns vare sig skola eller butik. 
Piehinki har en vattenkvarn, som byggdes 1935 och drevs av grundaren fram till 1976, då den övergick till en ny ägare. Piehinki är också känt för sina odlade havtorn.

## Befolkningsutveckling
| Befolkningsutvecklingen i Piehinki 1990–2021 | Befolkningsutvecklingen i Piehinki 1990–2021 | Befolkningsutvecklingen i Piehinki 1990–2021 | Befolkningsutvecklingen i Piehinki 1990–2021 | Befolkningsutvecklingen i Piehinki 1990–2021 |
| -------------------------------------------- | -------------------------------------------- | -------------------------------------------- | -------------------------------------------- | -------------------------------------------- |
|                                              |                                              |                                              |                                              |                                              |
| År                                           |                                              |                                              | Folkmängd                                    | Landareal (km²)                              |
| 1990                                         | 1990                                         |                                              | 391                                          | 3,4                                          |
| 1995                                         | 1995                                         |                                              | 377                                          | 3,6                                          |
| 2000                                         | 2000                                         |                                              | 368                                          | 2,9                                          |
| 2005                                         | 2005                                         |                                              | 388                                          | 3,4                                          |
| 2010                                         | 2010                                         |                                              | 417                                          | 3,61                                         |
| 2015                                         | 2015                                         |                                              | 363                                          | 3,22                                         |
| 2020                                         | 2020                                         |                                              | 424                                          | 4,11                                         |
| 2021                                         | 2021                                         |                                              | 410                                          | 4,17                                         |
| Anm.: Ny tätort 1990.                        |                                              |                                              |                                              |                                              |